# 清泉崗車站

清泉岡站月台

清泉崗車站位於台灣臺中市大雅區，曾為臺灣鐵路管理局神岡線（現已廢止）的鐵路車站。

## 車站構造
- 水泥站房一棟，側式和汽車月台各一座，站場共有四股軌道。

## 利用狀況
- 廢除前為貨運站。

## 歷史
- 1964年6月6日：設站[1]（p. 1207）。
- 1999年7月1日：隨著神岡線停駛而廢止[1]（p. 1205）。

## 來源
1. 1 2  袁明道. . 臺中縣神岡鄉公所. 2009年9月: 1204–1208. ISBN 978-986-01-9421-0.